# Reflex fotomotor
El reflex pupil·lar fotomotor o, senzillament, reflex fotomotor és un reflex que controla el diàmetre de la pupil·la, en resposta a la intensitat de la llum (luminància) que reben les cèl·lules ganglionars de la retina a la part posterior de l'ull, ajudant així a l'adaptació de la visió a diversos nivells de claredat/foscor. Una major intensitat de llum fa que la pupil·la es contragui (miosi; per tant, permet que entri menys llum), mentre que una menor intensitat de llum fa que la pupil·la es dilati (midriasi), permetent així més llum. Així, el reflex fotomotor regula la intensitat de la llum que entra a l'ull, i ho farà a les dues pupil·les per igual.